# Junction City (Ohio)
Pour les articles homonymes, voir Junction City.
Junction City est un village américain situé dans le comté de Perry, dans l'Ohio. Selon le recensement de 2010, sa population est de 819 habitants.